# 沙巴州旗
沙巴州旗是马来西亚沙巴州的象征之一。
旗帜的左上方格以苍色为底色，绘有深蓝色的京那巴鲁山图案，右上、右中是蔚蓝色及白色短横条，下方则是红色的长横条。

## 象征意义
依据马来西亚新闻局及沙巴州政府官方的解释：蔚蓝色象征和谐与安定；苍色象征团结与繁荣；深蓝色象征合作的精神与力量；白色象征纯洁与公正；红色象征勇敢及信心。
这五个颜色也象征沙巴拥有五个省份，此外，京那巴鲁山形状的图案则象征沙巴及州政府。

## 历史旗帜
- 北婆罗洲旗（1882年 - 1948年）
- 英属北婆罗洲旗（1948年 - 1963年）
- 沙巴州旗（1963年 - 1982年）
- 沙巴州旗（1982年 - 1988年）